# Jason Mercier
Jason Mercier (ur. 12 listopada 1986) – amerykański profesjonalny pokerzysta, najbardziej znany ze zwycięstwa w turnieju głównym EPT San Remo oraz zajęcia czwartego miejsca podczas WSOPE 2009 Main Event. Należy do teamu Pokerstars.

## European Poker Tour
W 2008 dotarł do dwóch stołów finałowych. Najpierw zwyciężył w 4 sezonie w San Remo, gdzie wygrał €869,000 ($1,372,893) pokonując na stole finałowym takich graczy, jak Dario Minieri (3 miejsce) czy William Thorson (6 miejsce). Drugi raz podczas 5 sezonu w Barcelonie, gdzie został wyeliminowany przez późniejszego zwycięzcę Sebastiana Ruthenberga i ostatecznie zajął szóste miejsce, zgarniając €227,800 ($324,946).

## World Series of Poker
Jednym z trzech jego najbardziej pamiętnych występów było WSOPE 2008, gdzie dotarł do stołu finałowego podczas turnieju nr 3 (£5,000 Pot-Limit Omaha), gdzie wygrał £26,812 ($48,763) za ósme miejsce. Rok później w turnieju głównym zajął czwarte miejsce (£267,267) kończąc rywalizację za innym znanym graczem, Danielem Negreanu. W 2009, podczas WSOP zwyciężył podczas turnieju $1,500 Pot Limit Omaha inkasując $237,415.

## North American Poker Tour
Mercier zwyciężył w turnieju $25,000 Bounty Shootout podczas NAPT Mohegan Sun ($475,000).
W 2010 jego wygrane przekroczyły $4,800,000, z czego $815,465 wygrał w turniejach WSOP.